# سینکه
سینکه (به هلندی: Sieneke) (زاده ۱ آوریل ۱۹۹۲) خواننده هلندی است.
او در مسابقه آواز یوروویژن ۲۰۱۰ نماینده هلند بود.